# Máriássy István
Márkusfalvi Máriássy István (Felsőbátka (Gömör megye), 1753. március 15. – Berzéte, 1830. szeptember 2.) királyi tanácsos, alispán.

## Élete
Máriássy Pál és minaji Bornemisza Zsuzsa fia. 17 évig Gömör vármegye első alispánja, az 1790., 1792., 1796., 1802., 1807., 1811. és 1825. években pedig országgyűlési követ volt.
Arcképe a megye tanácstermében függött. Országgyűlési beszédei a Naplókban szerepeltek.